# Transatlanticism
Albums de Death Cab for Cutie
The Stability E.P.
(2002) Studio X Sessions E.P
(2004)
Transatlanticism est le quatrième album de Death Cab for Cutie. Il a été écoulé à plus de 225 000 copies. Il est disponible en CD, SACD et en vinyle.

## Liste des morceaux
1. "The New Year – 4:06
2. "Lightness" – 3:30
3. "Title and Registration" – 3:39
4. "Expo '86" – 4:11
5. "The Sound of Settling" – 2:12
6. "Tiny Vessels" – 4:21
7. "Transatlanticism" – 7:55
8. "Passenger Seat" – 3:41
9. "Death of an Interior Decorator" – 2:56
10. "We Looked Like Giants" – 5:32
11. "A Lack of Color" – 3:35

## Distribution
- Ben Gibbard - voix, guitare
- Nicholas Harmer - basse
- Jason McGerr - batterie
- Chris Walla - guitare